# Uruguay en la Copa Mundial de Fútbol de 1990
La selección de Uruguay fue una de las 24 participantes de la Copa Mundial de Fútbol de 1990, realizada en Italia.
Uruguay clasificó al Mundial por segunda vez consecutiva al ganar el Grupo 1 de las clasificatorias sudamericanas. Empató en el primer puesto con Bolivia, pero la diferencia de goles lo favoreció para clasificar.
Uruguay formó parte del Grupo E en el Mundial junto con España, Bélgica y Corea del Sur. Clasificó a la segunda fase del torneo luego de ganar su último partido del grupo frente a los surcoreanos con un cabezazo de Daniel Fonseca en los minutos finales del partido.
En octavos de final, los dirigidos por Óscar Tabárez enfrentaron al local Italia. En el segundo tiempo, luego de un primer tiempo cerrado, llegaron los goles italianos que decretaron el 0:2 para Uruguay y su eliminación del certamen.

## Clasificación
El seleccionado uruguayo culminó en el primer puesto en su grupo por diferencia de goles y logró la clasificación a la Copa Mundial de Fútbol de 1990.

### Grupo 1
| Equipo  | Pts | PJ | PG | PE | PP | GF | GC | Dif |
| ------- | --- | -- | -- | -- | -- | -- | -- | --- |
| Uruguay | 6   | 4  | 3  | 0  | 1  | 7  | 2  | +5  |
| Bolivia | 6   | 4  | 3  | 0  | 1  | 6  | 5  | +1  |
| Perú    | 0   | 4  | 0  | 0  | 4  | 2  | 8  | -6  |

| 27 de agosto de 1989 | Perú | 0:2 (0:0) | Uruguay                                | Nacional, Lima                                                          |                                                                         |
|                      |      |           | Rubén Sosa 46' · Antonio Alzamendi 69' | Asistencia: 45 000 espectadores Árbitro(s): Carlos Espósito (Argentina) | Asistencia: 45 000 espectadores Árbitro(s): Carlos Espósito (Argentina) |

| 3 de septiembre de 1989 | Bolivia                                        | 2:1 (1:0) | Uruguay        | Estadio Hernando Siles, La Paz                                           |                                                                          |
|                         | Alfonso Domínguez 38' (a.g.) · Álvaro Peña 47' |           | Rubén Sosa 49' | Asistencia: 43 000 espectadores Árbitro(s): Vergara Guerrero (Venezuela) | Asistencia: 43 000 espectadores Árbitro(s): Vergara Guerrero (Venezuela) |

| 17 de septiembre de 1989 | Uruguay                               | 2:0 (2:0) | Bolivia | Estadio Centenario, Montevideo                                    |                                                                   |
|                          | Rubén Sosa 31' · Enzo Francescoli 38' |           |         | Asistencia: 70 000 espectadores Árbitro(s): Gastón Castro (Chile) | Asistencia: 70 000 espectadores Árbitro(s): Gastón Castro (Chile) |

| 24 de septiembre de 1989 | Uruguay            | 2:0 (1:0) | Perú | Estadio Centenario, Montevideo                                           |                                                                          |
|                          | Rubén Sosa 43' 57' |           |      | Asistencia: 57 000 espectadores Árbitro(s): José Roberto Wright (Brasil) | Asistencia: 57 000 espectadores Árbitro(s): José Roberto Wright (Brasil) |

## Amistosos previos
Luego de la clasificación y previo a la Copa Mundial, la selección uruguaya disputó un total de 6 partidos amistosos. Ganó 3 encuentros, empató 1 y perdió los 2 restantes.
| Fecha                | Lugar                       |                   |                              | Resultado |                       |            |
| -------------------- | --------------------------- | ----------------- | ---------------------------- | --------- | --------------------- | ---------- |
| 2 de febrero de 1990 | Miami, Estados Unidos       | Uruguay           | Bandera de Uruguay           | 2:0       | Bandera de Colombia   | Colombia   |
| 4 de febrero de 1990 | Miami, Estados Unidos       | Uruguay           | Bandera de Uruguay           | 2:0       | Bandera de Costa Rica | Costa Rica |
| 20 de marzo de 1990  | Los Ángeles, Estados Unidos | México            | Bandera de México            | 2:1       | Bandera de Uruguay    | Uruguay    |
| 25 de abril de 1990  | Stuttgart, Alemania Federal | Alemania Federal  | Bandera de Alemania          | 3:3       | Bandera de Uruguay    | Uruguay    |
| 18 de mayo de 1990   | Belfast, Irlanda del Norte  | Irlanda del Norte | Bandera de Irlanda del Norte | 1:0       | Bandera de Uruguay    | Uruguay    |
| 22 de mayo de 1990   | Londres, Inglaterra         | Inglaterra        | Bandera de Inglaterra        | 1:2       | Bandera de Uruguay    | Uruguay    |

## Plantel
Datos corresponden a situación previo al inicio del torneo.
| #  | Nombre                    | Posición       | Edad | PJ Sel | Club              |
| -- | ------------------------- | -------------- | ---- | ------ | ----------------- |
| 1  | Fernando Álvez            | Guardameta     | 30   |        | Peñarol           |
| 2  | Nelson Gutiérrez          | Defensa        | 28   |        | Verona            |
| 3  | Hugo De León              | Defensa        | 32   |        | River Plate       |
| 4  | José Herrera              | Defensa        | 24   |        | Figueres          |
| 5  | José Perdomo              | Centrocampista | 25   |        | Genoa             |
| 6  | Alfonso Domínguez         | Defensa        | 24   |        | Peñarol           |
| 7  | Antonio Alzamendi         | Delantero      | 33   |        | Logroñés          |
| 8  | Santiago Ostolaza         | Centrocampista | 27   |        | Cruz Azul         |
| 9  | Enzo Francescoli          | Delantero      | 28   |        | Marsella          |
| 10 | Rubén Paz                 | Centrocampista | 30   |        | Genoa             |
| 11 | Rubén Sosa                | Delantero      | 24   |        | Lazio             |
| 12 | Eduardo Pereira           | Guardameta     | 36   |        | Independiente     |
| 13 | Felipe Revelez            | Defensa        | 30   |        | Nacional          |
| 14 | José Luis Pintos Saldanha | Defensa        | 26   |        | Nacional          |
| 15 | Gabriel Correa            | Centrocampista | 22   |        | Peñarol           |
| 16 | Pablo Bengoechea          | Centrocampista | 24   |        | Sevilla           |
| 17 | Sergio Martínez           | Delantero      | 21   |        | Defensor Sporting |
| 18 | Carlos Aguilera           | Delantero      | 25   |        | Genoa             |
| 19 | Daniel Fonseca            | Delantero      | 20   |        | Nacional          |
| 20 | Rubén Pereira             | Centrocampista | 22   |        | Danubio           |
| 21 | William Castro            | Centrocampista | 28   |        | Nacional          |
| 22 | Javier Zeoli              | Guardameta     | 28   |        | Tenerife          |
| DT | Óscar Washington Tabárez  |                |      |        |                   |

## Participación

### Primera fase

#### Grupo E
| Equipo        | Pts | PJ | PG | PE | PP | GF | GC | Dif |
| ------------- | --- | -- | -- | -- | -- | -- | -- | --- |
| España        | 5   | 3  | 2  | 1  | 0  | 5  | 2  | 3   |
| Bélgica       | 4   | 3  | 2  | 0  | 1  | 6  | 3  | 3   |
| Uruguay       | 3   | 3  | 1  | 1  | 1  | 2  | 3  | -1  |
| Corea del Sur | 0   | 3  | 0  | 0  | 3  | 1  | 6  | -5  |

| 13 de junio de 1990, 17:00 | España | 0:0     | Uruguay | Estadio Friuli, Udine                                             |                                                                   |
|                            |        | Reporte |         | Asistencia: 35.713 espectadores Árbitro(s): Helmut Kohl (Austria) | Asistencia: 35.713 espectadores Árbitro(s): Helmut Kohl (Austria) |

| 17 de junio de 1990, 21:00 | Bélgica                                   | 3:1 (2:0) | Uruguay        | Estadio Marcantonio Bentegodi, Verona                                                 |                                                                                       |
|                            | Clijsters 15' · Scifo 24' · Ceulemans 47' | Reporte   | Bengoechea 73' | Asistencia: 33.759 espectadores Árbitro(s): Siegfried Kirschen (Alemania Democrática) | Asistencia: 33.759 espectadores Árbitro(s): Siegfried Kirschen (Alemania Democrática) |

| 21 de junio de 1990, 17:00 | Uruguay     | 1:0 (0:0) | Corea del Sur | Estadio Friuli, Udine                                              |                                                                    |
|                            | Fonseca 90' | Reporte   |               | Asistencia: 29.039 espectadores Árbitro(s): Tullio Lanese (Italia) | Asistencia: 29.039 espectadores Árbitro(s): Tullio Lanese (Italia) |

### Octavos de final
| 25 de junio de 1990, 21:00 | Italia                     | 2:0 (0:0) | Uruguay | Estadio Olímpico de Roma, Roma                                           |                                                                          |
|                            | Schillaci 65' · Serena 83' | Reporte   |         | Asistencia: 73.303 espectadores Árbitro(s): George Courtney (Inglaterra) | Asistencia: 73.303 espectadores Árbitro(s): George Courtney (Inglaterra) |